# Gagata
Gagata (Гагата) — рід риб з підродини Sisorinae родини Sisoridae ряду сомоподібні. Має 8 видів. Назва походить від назви сомів бенгальською мовою.

## Опис
Загальна довжина представників цього роду коливається від 5 до 30 см. Голова широка, помірно масивна, морда стиснута, закруглена на кінці. Очі маленькі, розташовані з боків. Рот помірно широкий. Зуби на верхній щелепі відсутні. На нижній щелепі є дрібні конічні зуби. Є 4 пари вусів, з яких верхньощелепі погано розвинені. Зяброві перетинки злиті з перешийком. Тулуб кремезний, хвостове стебло видовжене. Скелет складається з 34—41 хребців. Спинний плавець короткий (6 променів), з 1 жорстким променем. Жировий плавець довгий. Грудні плавці широкі. Черевні плавці маленькі. Анальний плавець довгий, з 12—19 променями. Хвостовий плавець з сильним розрізом.
Забарвлення сріблясте, бежеве або кремове з 5—6 великими темними сідлоподібними плямами.

## Спосіб життя
Це демерсальні та бентопелагічні риби. Воліють до прісних і солонуватих вод. Зустрічаються лише в річках. Деякі види знаходили також в естуаріях. Утворюють косяки. Вдень ховаються серед каміння. Активні вночі. Живляться дрібними водними організмами, рибою, личинками комах.

## Розповсюдження
Мешкають у водоймах Пакистану, Індії, Бангладеш, М'янми — в річках Інд, Маханаді, Нармада, Крішна, Говері, Брахмапутра, Ганг, Ірраваді, Салуїн.

## Тримання в акваріумі
Потрібен акваріум заввишки 30—35 см, об'ємом від 100 літрів. На дно насипають дрібний пісок жовтого або білого кольору. Зверху кладуть середнього розміру брили так, щоб риби могли вільно маневрувати між ними. Рослини не обов'язкові.
Неагресивні риби. Тримають групою від 3—5 особин. Сусідами можуть стати невеликі соми цієї ж родини, бички та родини баліторових. Сомов цього роду можна віднести до гіперактивних риб, які перебувають у постійному русі, навіть коли відпочивають. Під час годівлі насичуються швидко. Їжу хапають жадібно. Годують сомів у неволі живими харчами. Пізніше можна привчити до фаршу з морепродуктів. Годувати сомів необхідно не рідше 2 разів на день (вранці і ввечері). З технічних засобів знадобиться потужний внутрішній фільтр або помпа, компресор. Температура тримання має становити 20—24 °C.

## Види
- Gagata cenia
- Gagata dolichonema
- Gagata gagata
- Gagata itchkeea
- Gagata melanopterus
- Gagata pakistanica
- Gagata sexualis
- Gagata youssoufi